# The Utah Kid (pel·lícula de 1930)

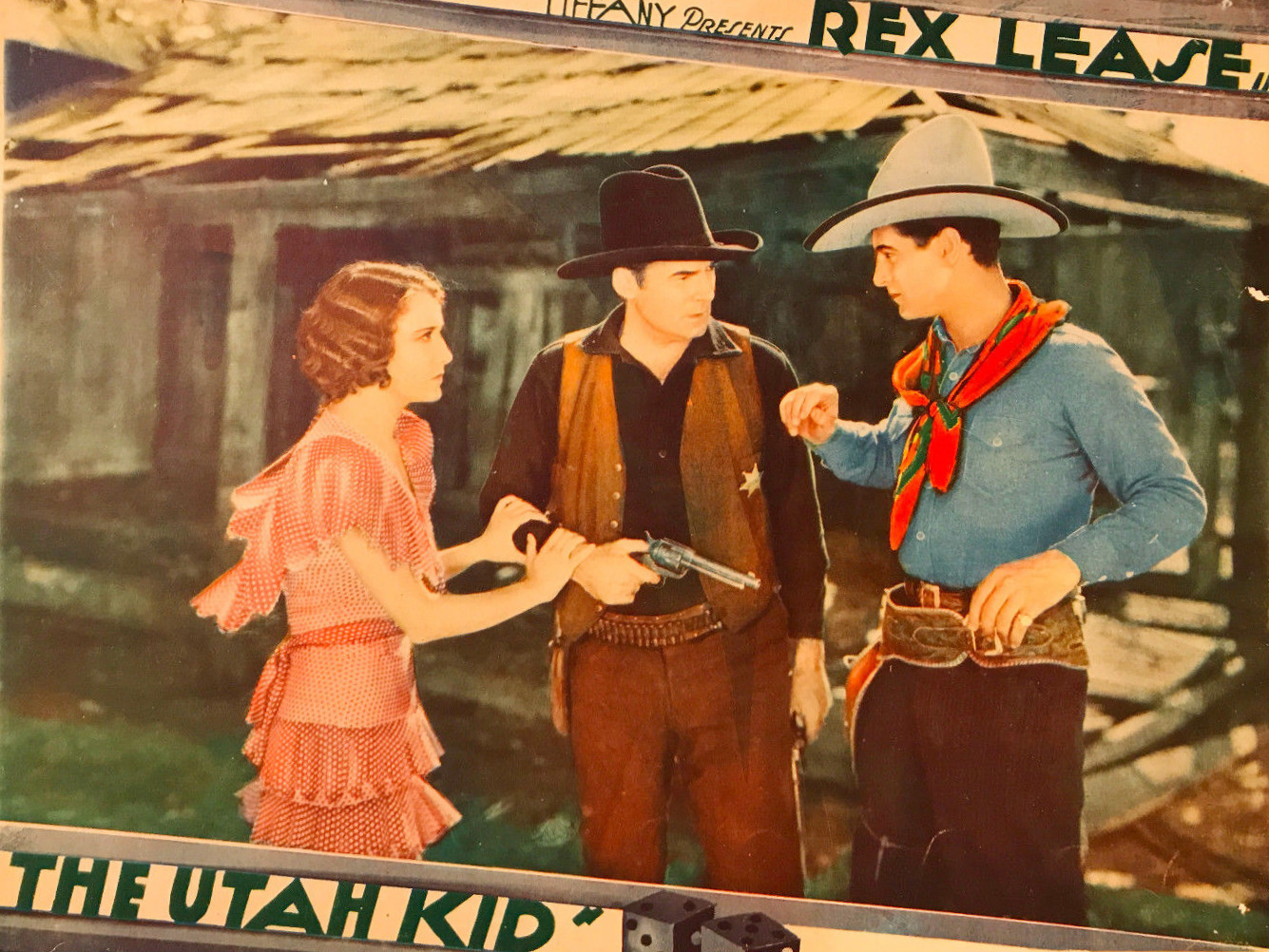
Targeta de presentació de la pel·lícula.

The Utah Kid és una pel·lícula western estatunidenca de 1930 dirigida per Richard Thorpe i protagonitzada per Rex Lease i Boris Karloff.

## Argument
Un proscrit reformat es casa amb una professora per protegir-la de la seva banda.

## Repartiment
- Rex Lease com Cal Reynolds
- Dorothy Sebastian com Jennie Lee
- Tom Santschi com Butch
- Mary Carr com tieta Ada
- Walter Miller com Sheriff Jim Bentley
- Lafe McKee com Parson Joe
- Boris Karloff com Henchman Baxter
- Bud Osborne com diputat
- Fred Burns com ranxer (sense acreditar)
- Art Mix com diputat (sense acreditar)
- Jack Rockwell com esbirro (sense acreditar)
- Hal Taliaferro com diputat (sense acreditar)
- Al Taylor com esbirro (sense acreditar)
- Blackie Whiteford com esbirro (sense acreditar)
- Jay Wilsey com diputat (sense acreditar)

## Producció
A més de Thorpe com a director, Frank Howard Clark va ser el guionista i Arthur Reed el director de fotografia.